# La Miñosa (Soria)
La Miñosa es una localidad española de la provincia de Soria, partido judicial de Almazán (comunidad autónoma de Castilla y León). Pertenece al municipio de Frechilla de Almazán en la comarca de Almazán.

## Demografía
En el año 1981 contaba con 6 habitantes, concentrados en el núcleo principal, pasando a 2 en 2010, todos ellos varones.
| Gráfica de evolución demográfica de La Miñosa (Soria) entre 2000 y 2010                          |
|                                                                                                  |
| Población de derecho (2000-2010) según los censos de población del INE a 1 de enero de cada año. |

## Pueblo abandonado
Se encuentra en una altiplanicie a casi 1000 m de altitud sobre el nivel del mar, rodeada de tierras de labranza dedicadas al cultivo de trigo.

## Historia
Una de las 61 aldeas que el siglo XIV conformaban la Comunidad de Villa y Tierra de Almazán.
Sebastián Miñano lo describe a principios del siglo XIX como:

«...L. S. de España , prov. de Soria, obispado de Sigüenza, partido de Almazán. A. P., 7 vecinos 29 habitantes, parroquia aneja de San Miguel de Almazan. Situado en la carretera de Aragón para Valladolid, á la falda de una sierra que principia en Morón y pasa por Centenera y Frechilla. Produce trigo, cebada y avena de mala calidad , por ser terreno poco feraz y muy frío. A la falda de la dicha sierra se hallan pedazos de piedra de color aplomado, con sus estras resplandecientes, de un peso considerable y de testura frangible. Así lo aseguran algunos del país que han transitado por estos parages. Puede ser que sea un verdadero antimonio. El nombre propio de este pueblo es, según se lee en los libros parroquiales antiguos, la Minosa y no la Miñosa, como hoy se dice, lo que parece indica que tomó el nombre de alguna mina abundante que quizá daría ocasión a fundarse el pueblo. Dista 7 leguas de la capital y 1 de Atienza. Contribuye 177 rs 33 mrs...»

A la caída del Antiguo Régimen la localidad se constituye en municipio constitucional en la región de Castilla la Vieja, partido de Almazán, que en el censo de 1842 contaba con 8 hogares y 36 vecinos. Hacia mediados del siglo XIX, el lugar tenía unas 11 casas. La localidad aparece descrita en el decimoprimer volumen del Diccionario geográfico-estadístico-histórico de España y sus posesiones de Ultramar de Pascual Madoz de la siguiente manera:

MIÑOSA (la): l. con ayunt. en la prov. de Soria (7 leg.), part. jud. de Almazan (3/4), aud. terr. y c. g. de Burgos (31), dióc. de Sigüenza (8). sit. en llano con libre ventilacion y clima frio; las enfermedades mas comunes son pulmonías y tercianas. Tiene 11 casas de pobre aspecto y miserable construccion; escuela de instruccion primaria frecuentada por 6 alumnos á cargo de un maestro, á la vez sacristan y secretario de ayunt., dotado con 20 fan. de trigo; una igl. parr. (Santa María Magdalena) aneja de la de San Miguel de Almazan. térm.: confina N. Almazan; E. Bordegé; S. Frechilla, y O. Valluncár : dentro de él se encuentran varios pozos que proveen de aguas potables al vecindario y ganados. El terreno cultivado en su mayor parte, es flojo y de mediana calidad: comprende varios prados de propiedad particular y una deh. para los ganados del pueblo. caminos: los que dirigen á los pueblos limítrofes. correo: se recibe y despacha en la adm. de Almazan. prod.: trigo de inferior calidad, centeno, cebada, avena, almortas, lentejas, yeros, patatas y yerbas de pasto, con las que se mantiene algo de ganado lanar y las yuntas de vacuno y mular que se emplean en la agricultura, única ind. de los hab. pobl.: 8 vec., 36 alm. cap. imp.: 5,850 rs. 20 mrs.
(Madoz, 1848, p. 426)

Posteriormente se integró en Frechilla de Almazán.

## Patrimonio
En la localidad hay una iglesia parroquial bajo la advocación de Santa María Magdalena. Se trata del edificio más sobresaliente del pueblo y que mejor conservado está.